# Figurismo

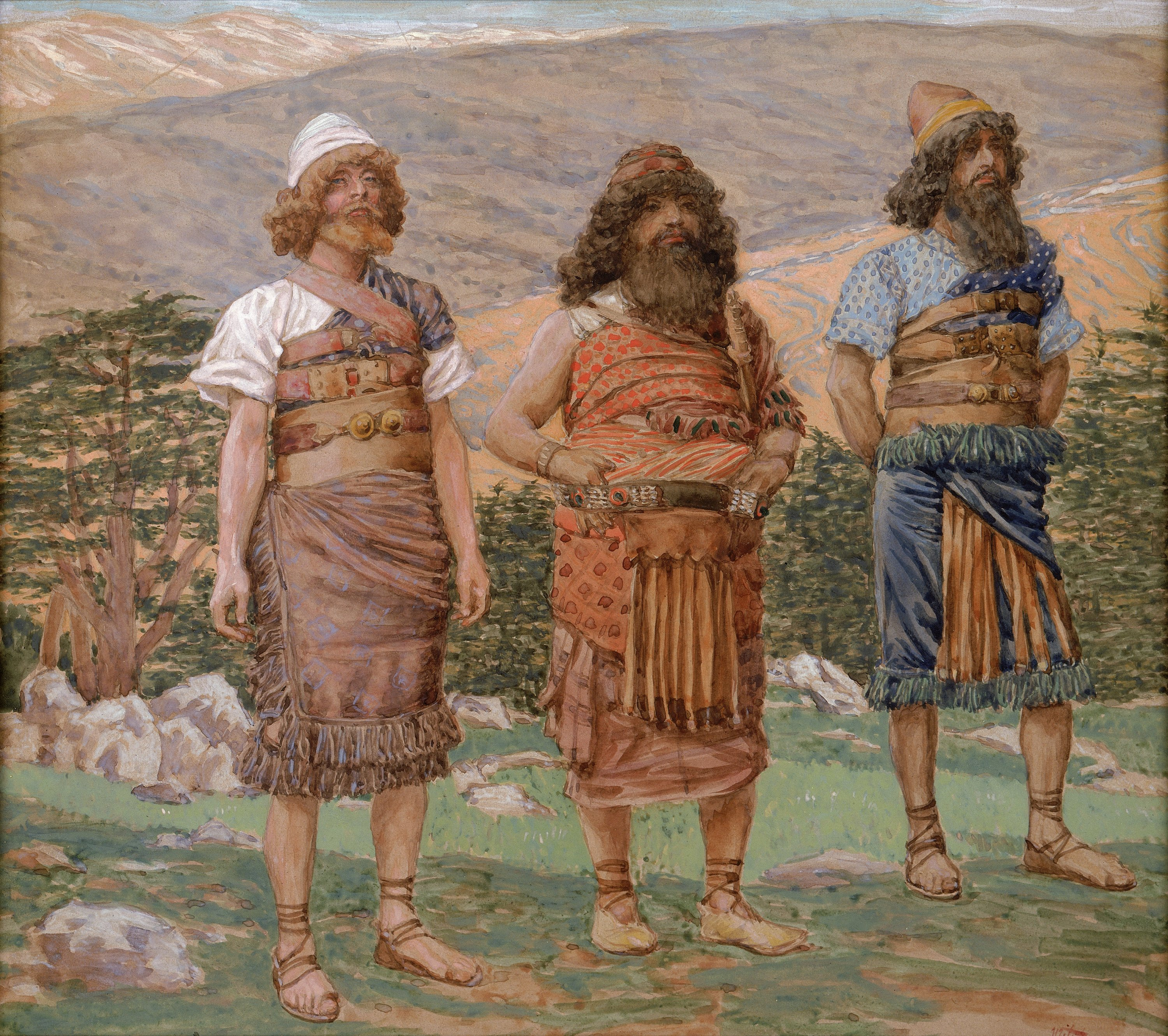
Según los figuristas, el hijo de Noé, Sem (aquí con Cam y Jafet), habría ido al Lejano Oriente y habría llevado consigo el conocimiento de Adán.

Figurismo fue un movimiento intelectual de misioneros de la Compañía de Jesús a finales del siglo XVII y comienzos del XVIII, cuyos participantes consideraban el I Ching un libro profético que contenía los misterios del cristianismo, y que priorizaban trabajar con el emperador Qing (antes que con los letrados chinos) como vía para promover el cristianismo en China.

## Antecedentes
Desde la labor pionera de Matteo Ricci en China entre 1583 y 1610, los misioneros jesuitas en China trabajaron en un programa de integración del cristianismo con las tradiciones chinas. Ricci y sus seguidores identificaron tres sectas presentes en China: Confucianismo, Budismo y Taoísmo. Si bien veían el budismo y el taoísmo como religiones paganas contrarias al cristianismo, el enfoque de Ricci —predominante entre los jesuitas en China durante buena parte del siglo xvii— consideraba el confucianismo esencialmente como una enseñanza moral compatible con, antes que contradictoria de, las creencias cristianas. Consideraban los ritos chinos, como la veneración de los antepasados, esencialmente funciones civiles destinadas a edificar al pueblo en la virtud, y no ritos religiosos. Sobre esta base los jesuitas centraron su labor en China en la interacción con los letrados confucianos, tratando de convencerlos de sus tesis y, en consecuencia, convertirlos a la fe cristiana. Al dirigirse al público europeo, los misioneros jesuitas en China se esforzaron por presentar el confucianismo, tal como lo representan sus Cuatro Libros, de manera favorable. El esfuerzo culminó con la publicación de Confucius Sinarum Philosophus por Philippe Couplet (París, 1687).
Tras la caída de la Dinastía Ming (toma de Pekín en 1644) y la conquista del país por los Manchúes (a comienzos de la década de 1650), los jesuitas en China tuvieron que cambiar su lealtad de la dinastía Ming a la Qing, como eventualmente hicieron la mayoría de los letrados chinos. Pronto se encontraron trabajando en un entorno intelectual y político muy distinto del de sus predecesores en la época Ming. Mientras que en los días de Ricci los jesuitas no estaban en condiciones de trabajar directamente con el emperador (el retraído Emperador Wanli (r. 1572–1620) se apartó en gran medida de la vida pública y raramente concedía audiencias a nadie, ni siquiera a su propio gran secretario), los primeros emperadores Qing —Shunzhi, y en particular Kangxi— no desdeñaban tratar directamente con los jesuitas y utilizar sus servicios para las necesidades del gobierno central. Por otra parte, el pensamiento confuciano chino también había cambiado: la mentalidad más abierta de los letrados de finales de los Ming fue reemplazada en el periodo temprano Qing por un apego generalizado a la ortodoxia del neoconfucianismo, respaldada además por la corte, pero tradicionalmente desaprobada por los jesuitas por «atea» y «materialista».
En consecuencia, hacia finales del siglo xvii también cambió el modo en que los jesuitas establecidos en China procuraban tender puentes entre China y la Europa cristiana. En lugar de alabar a Confucio y la ideología que se le atribuía, muchos jesuitas, encabezados por Joachim Bouvet (que llegó por primera vez a China en 1688), se centraron en el clásico más antiguo de China, el I Ching, que Bouvet consideraba la obra escrita más antigua del mundo, que contenía «preciosos vestigios de los restos de la filosofía más antigua y excelente enseñada por los primeros patriarcas del mundo». Los figuristas mantenían la creencia de los primeros misioneros jesuitas en China de que la antigua religión de China, casi perdida, estaba conectada con la tradición judeocristiana.

## Principios del figurismo

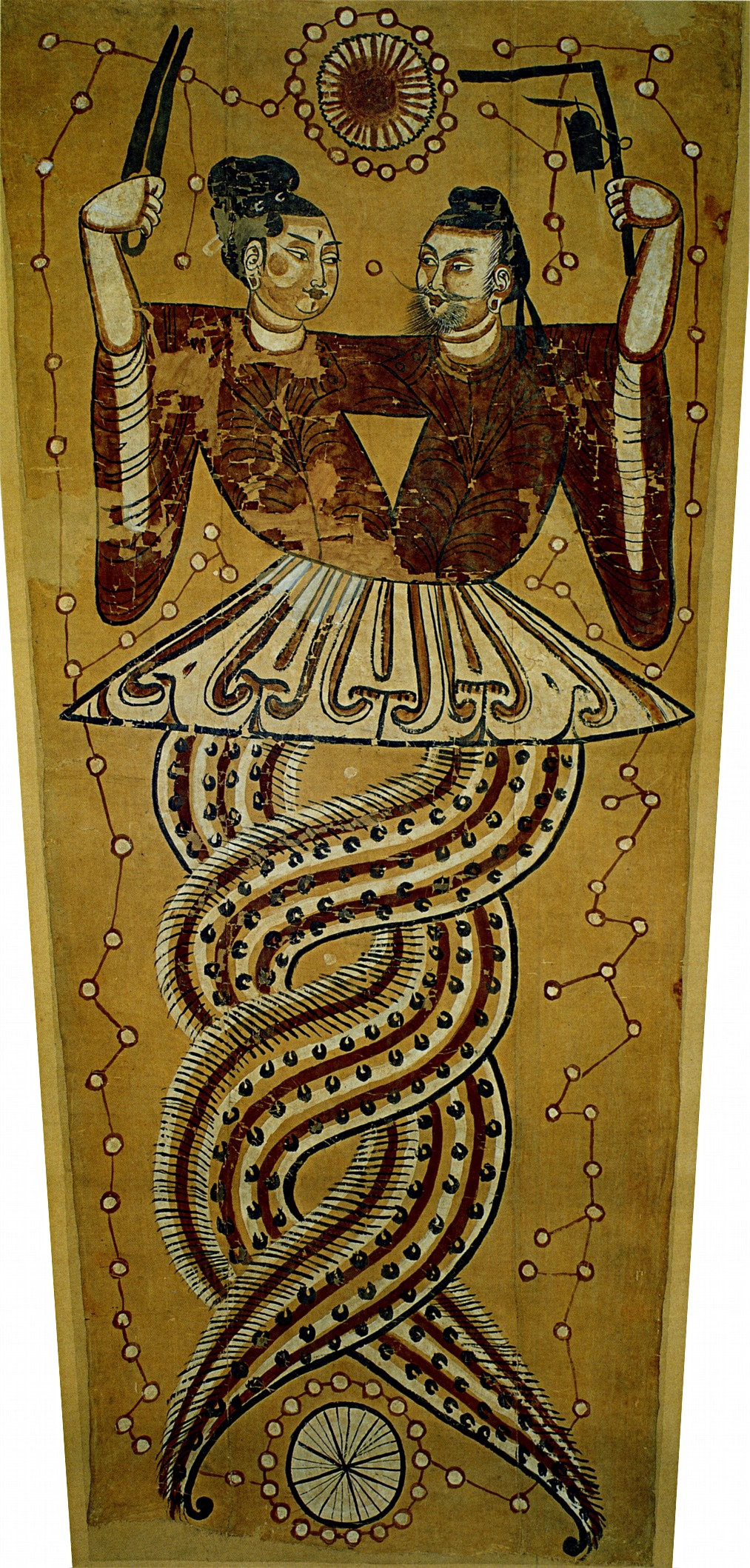
Según Bouvet, Fuxi era en realidad Enoc, el patriarca bíblico.

Los figuristas a menudo discrepaban entre sí, pero en general podían acordar tres principios básicos:

### La cuestión de la cronología
El primer aspecto en el que todos los figuristas coincidían era la creencia de que cierto periodo de la historia china no pertenece solo a los chinos, sino a toda la humanidad. Además, los jesuitas creían que la historia china se remontaba a antes del Diluvio y por tanto era tan antigua como la historia europea. Esto llevó a los figuristas a creer que ambas historias eran iguales en importancia religiosa.

### La teoría del origen común conNoé
Después del gran Diluvio, el hijo de Noé, Sem, se trasladó al Lejano Oriente y llevó consigo el conocimiento secreto de Adán en su pureza original. Así, los figuristas creían que podían encontrarse muchas alusiones ocultas a la revelación precristiana en los clásicos chinos.
Bouvet también pensaba que Fuxi, el supuesto autor del I Ching, así como Zaratustra y Hermes Trismegisto, eran en realidad la misma persona: el patriarca bíblico Enoc.

### La revelación del Mesías
Los figuristas determinaron que el sabio shengren (聖人) era en realidad el Mesías. Esto probaba, en opinión de los figuristas, que, por ejemplo, el nacimiento de Jesús también estaba prefigurado en los clásicos chinos.
Joachim Bouvet en particular centró su investigación en el I Ching, tratando de encontrar una conexión entre los clásicos chinos y la Biblia. Llegó a la conclusión de que los chinos habían conocido toda la verdad de la tradición cristiana en la antigüedad y que esta verdad podía encontrarse en los clásicos chinos.

## Oposición a los figuristas

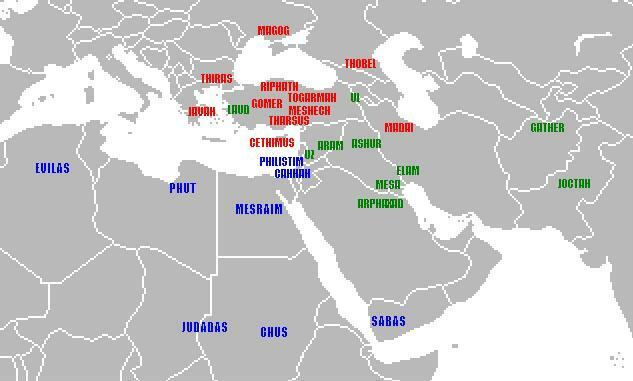
Identificaciones geográficas de Flavio Josefo, c. 100 d. C.; los hijos de Jafet en rojo, los de Cam en azul, los de Sem en verde.

Hubo oposición a los figuristas tanto en China como en Europa. En China, existía un grupo antioccidental de letrados y funcionarios chinos. Algunos eruditos chinos dudaban de la idea de que Dios ya formara parte de la tradición confuciana. Cuando Foucquet rechazó la historia oficial china, los chinos lo rechazaron airadamente y en consecuencia se ordenó su regreso a Europa.
En Europa también existía un grupo antijesuita dentro de la Iglesia católica. La idea figurista se consideró una innovación especialmente peligrosa porque elevaba los clásicos chinos a expensas de las autoridades cristianas. La Iglesia católica no aceptó la idea de que los clásicos chinos pudieran ser importantes para la fe cristiana (véase Controversia de los ritos chinos).

## Influencia y fracaso de los figuristas
Debido a la abrumadora oposición a los figuristas, no pudieron publicar ninguna de sus obras durante su vida, excepto Foucquet, que publicó su obra mayor en 1729. Sin embargo, otros aspectos dificultaron a los figuristas. No existía un concepto generalmente aceptado para su investigación. Las traducciones de textos del chino al latín o a la inversa llevaban mucho tiempo. Y lo más importante: los figuristas no estaban de acuerdo entre sí. Cuando la Iglesia católica prohibió los ritos chinos y los chinos comenzaron a perseguir a los cristianos, la misión figurista se desvaneció junto con ellos hasta convertirse en una mera nota al pie en la historia de la misión cristiana en China.

## Representantes
- François Noël (1651–1729)[7]
- Joachim Bouvet (1656–1732)[8]
- Joseph-Henri-Marie de Prémare (1666–1735)
- Jean-François Foucquet (1665–1741)
- Jean-Alexis de Gollet (1664–1741)

### Citas
1. ↑  Mungello, 1989, p. 309.
2. ↑  Mungello, 1989, pp. 300–305.
3. ↑  Mungello, 1989, p. 305.
4. ↑  Mungello, 1989, pp. 305–307.
5. ↑  Carta de Bouvet a Le Gobien y Leibniz, 8 de noviembre de 1700; citado en Mungello (1989), p. 314-315
6. ↑  Mungello, 1989, p. 321.
7. ↑  Lackner, 1991, p. 145.
8. ↑  Mungello, 1989, p. 358.